# Forrest Molinari
Forrest Ann Molinari (ur. 4 września 1995) – amerykańska zapaśniczka walcząca w stylu wolnym. Brązowa medalistka mistrzostw świata w 2021; piąta w 2018 i 2019. Triumfatorka igrzysk panamerykańskich w 2023. Złota medalistka mistrzostw panamerykańskich w 2018, 2022 i 2023; brązowa w 2017. Druga w Pucharze Świata w 2019; czwarta w 2017 i 2018 roku.
Zawodniczka King University Bristol.